# Eucythere triangulata
Eucythere triangulata är en kräftdjursart som beskrevs av H.S. Puri 1954. Eucythere triangulata ingår i släktet Eucythere och familjen Eucytheridae. Inga underarter finns listade i Catalogue of Life.